# Lại Yên
Lại Yên là một xã thuộc huyện Hoài Đức, thành phố Hà Nội, Việt Nam.

## Vị trí địa lý
Xã Lại Yên nằm ở phần trung tâm huyện Hoài Đức

## Lịch Sử
Dù đi đâu, ở đâu vẫn luôn hướng về một miền quê mà mình đã sinh ra và lớn lên. Một quê hương đã 3 lần lột xác đổi họ, đổi tên để anh dũng tiến lên đó là: 
"An Ấp - Đồng ốc - Đồng ác, kẻ ác và Lại Yên ngày nay"                                             
Dân làng ốc ngày xưa rất coi trọng danh dự. Những cái gì coi thường lệ làng, coi thường bản xã thì dù có phải hi sinh cũng sẵn sàng chống trả lại quan chức phong kiến ở Kinh Kỳ Thăng Long. Tiền hô hậu ủng. Khi qua Đồng ốc thôn không chịu xuống ngựa, xuống xe. Đã bị dân làng ốc đóng cổng làng không cho đi, quân lính khát nước xin không cho dù miệng kẻ quan có gang có thép, đổ vạ cho thay đổi cái tên làng là Đồng ác ( để người ốm, trâu chết, lợn chết,... )
Xong dân làng ốc quyết không sợ, Kiện quan đến cùng để hồi họ phải thua kiện, đắng cay, chua chát xin nói lại rằng "Thôi thì Lại Yên, cái tên Lại Yên đã có từ đấy và lịch sử Đồng ốc thôn đã sang trang".
(St: Phan Việt Tùng)

## Những Câu Thơ Xưa Của Các Cụ Làng Ốc
Một miền quê đất thiêng mà long mạch đã trỗi dậy:
"Đề đốc lăng đá Quận Công
Cây Đề điểm tựa ngàn năm"
"Về Lại Yên đi em - Con Đầm uốn khúc lượng quanh - Con Đầm tắm mát đời ta". Con Đầm đã thực sự là một kỷ niệm, một lá phổi, nước trong xanh. Ngày xưa cái kim rơi xuống cũng trông thấy. Nhờ dòng nước mát này mà biết bao cô gái làng đã có một nước da trắng hồng, làm say đắng những chàng trai: "Đến đây thì ở lại đây - Bao giờ mọc dễ xanh cây mới về"
Về làm dâu Lại Yên, chúng ta sẽ dệt vài bên cửa sổ, làm hương trong nhà mát, thoi đưa như tiếng nhạc, cửa sổ bung ra để đóng đưa hương sắc, hương trời: "Về Lại Yên đi em - Thoáng thơm bông lúa quê mình - Đồng Lầu, Đồng Giá, Đồng Canh - Lời ca thiết tha lòng anh".
" Kính thiên  Nhạ Phúc quê nhà - Ai đó xin nhớ đừng quên - Mả dài chiến tích còn nguyên - Cái lôi cách mạng lưa truyền"
(St: Phan Việt Tùng)

## Địa giới hành chính
- Phía  Bắc giáp các xã Di Trạch, Kim Chung, Sơn Đồng
- Phía Tây giáp xã Song Phương
- Phía Nam giáp các xã Song Phương, An Khánh
- Phía Đông giáp xã Vân Canh